# Mangalore
Mangalore, oficialmente Mangaluru, (en tulu: ಕುಡ್ಲ, en canarés: ಮಂಗಳೂರು) es el puerto principal del estado de Karnataka, India. Está situado sobre la costa occidental del país sobre el mar de Omán, con las Ghats Occidentales al este.
Mangalore es la oficina central administrativa del distrito Dakshina Kannada (Sur Kanara) en el suroeste de Karnataka, y se ha desarrollado como puerto sobre el mar de Omán, uno de los puertos principales de India. Está sobre los remansos formados por los ríos Nethravathi y Gurpur, formando una rada a lo largo de la costa de Malabar.
Se conoce a Mangalore por sus playas, templos e industrias. Existen varias lenguas que se hablan en la zona, incluyendo tulu, konkani, kannada, y beary (una mezcla de tulu y malayalam).
Los cocoteros característicos dominan el paisaje que acompaña el terreno accidentado y las corrientes que fluyen en el mar. El paisaje es cortado con edificios de tejado, encabezados con los azulejos de Mangalore, muy famosos y hechos con la arcilla local de color rojo y típicamente amurallado con bloques de laterite. Es frecuente encontrar casas antiguas con complicado maderaje.

## Historia

### En la antigüedad y la Edad Media
La importancia histórica de Mangalore se destaca por las numerosas referencias a la ciudad por parte de viajeros extranjeros. Durante el siglo I d. C., el historiador romano Plinio el Viejo hizo referencia a un lugar llamado "Nitrias" como un lugar indeseable para el desembarco debido a los piratas que frecuentaban su vecindad, mientras que el historiador griego Ptolomeo del siglo II d. C. se refirió a un lugar llamado "Nitra".. Estas observaciones probablemente se referían al río Netravati que fluye a través de Mangalore. En su obra del siglo VI Christian Topography, Cosmas Indicopleustes, un monje griego, menciona a Malabar como la sede principal del comercio de pimientos y Mangarouth (puerto de Mangalore) como uno de los cinco mercados de pimientos que exportan el pimiento.
Mangalore es considerado el corazón de una región cultural multilingüe distinta, la patria de las personas que hablan Tulu. En el siglo III a. C., la ciudad formó parte del Imperio Maurya, que fue gobernado por el emperador budista Aśoka de Magadha. Desde el siglo III hasta el siglo VI, la dinastía Kadamba, cuya capital se basó en Banavasi en el norte de Canara, gobernó toda la región de Canara como gobernantes independientes. Desde mediados del siglo VII hasta finales del siglo XIV, la región de Canara del Sur fue gobernada por sus gobernantes nativos de Alupa, que gobernaron la región como feudatorios de las principales dinastías regionales como Chalukyas de Badami, Rashtrakuta de Manyakheta, Chalukyas de Kalyani y Hoysala de Dwarasamudra. Durante los años 1130 y 1140, durante el reinado del rey Alupa Kavi Alupendra (1110-1160), en la ciudad vivió el comerciante judío tunecino Abraham Ben Yiju. El viajero marroquí Ibn Battuta, que visitó Mangalore en 1342, se refirió a él como Manjarur y declaró que la ciudad estaba situada en un gran estuario llamado Estuario del lobo, que era el estuario más grande del país de Malabar. En 1345, los gobernantes de Vijayanagara pusieron la región bajo su control.
Durante el período Vijayanagara (1345–1550), Canara del Sur se dividió en Mangalore y Barkur rajyas (provincias), y se nombraron dos gobernadores para cuidar de cada uno de ellos desde Mangalore y Barkur. A menudo, un solo gobernador gobernaba sobre Mangalore y Barkur rajyas, y cuando la autoridad pasó a los gobernantes Keladi (1550–1763), tenían un gobernador solo en Barkur. En 1448, Abdur Razzaq, el embajador persa de El sultán Shah Rukh de Samarcanda, visitó Mangalore camino a la corte de Vijayanagara. El viajero italiano Ludovico de Verthema, quien visitó la India en 1506, dijo que vio cerca de sesenta barcos cargados de arroz listos para navegar desde el puerto de Mangalore.

### Fundación y la Edad Moderna

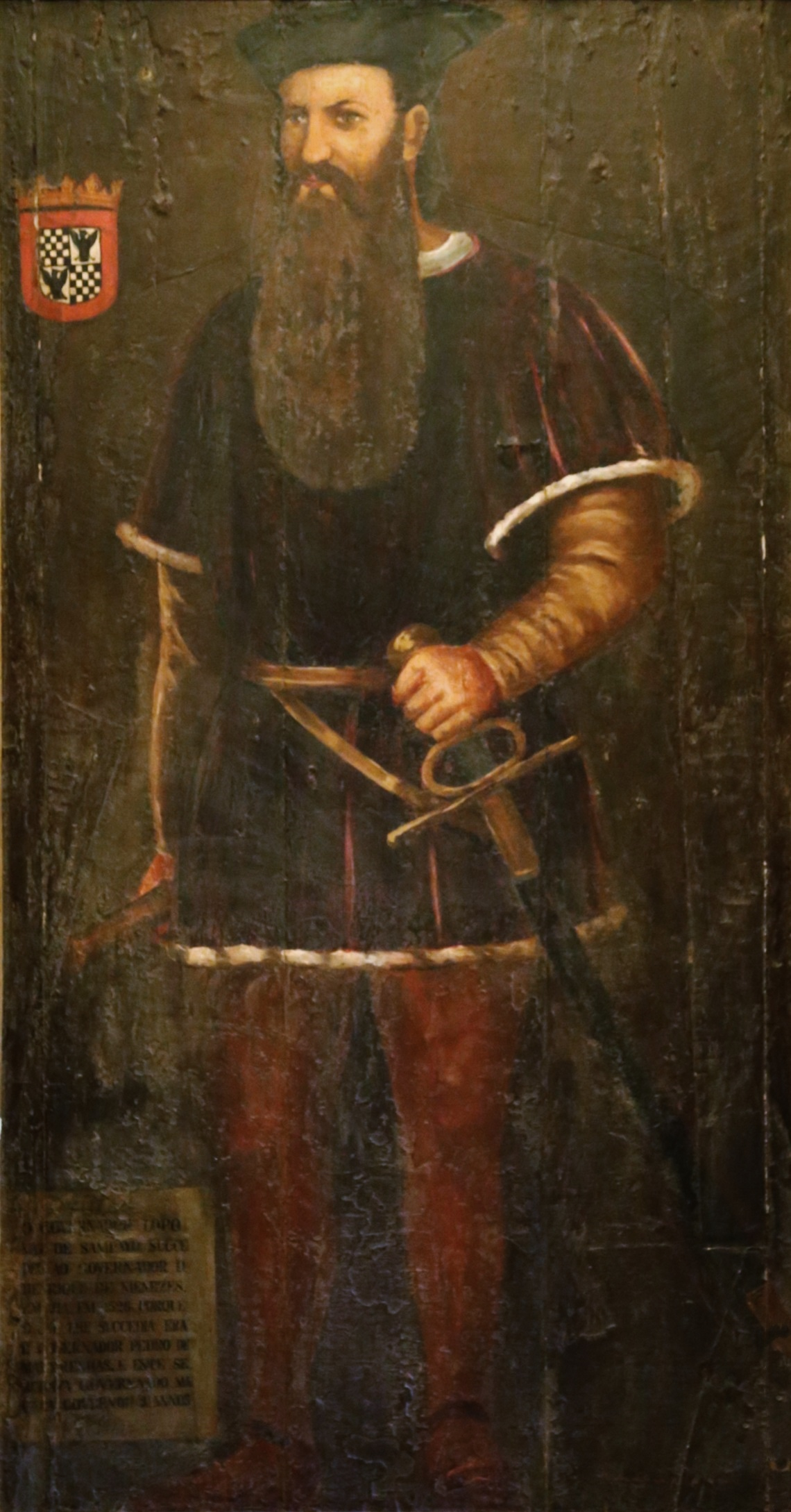
Lopo Vaz de Sampaio, virrey de la India portuguesa, estableció el dominio portugués en Mangalore en 1526, que duró hasta 1695..

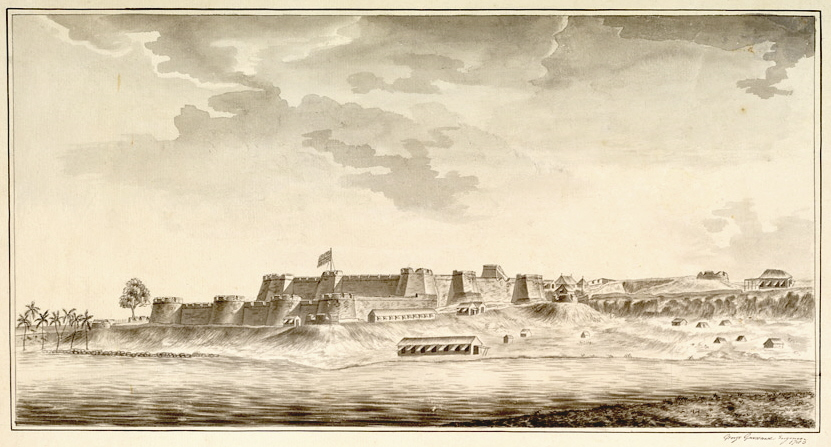
Un dibujo a pluma y tinta de Mangalore Fort realizado en 1783, después de que la Compañía Británica de las Indias Orientales lo asumiera.

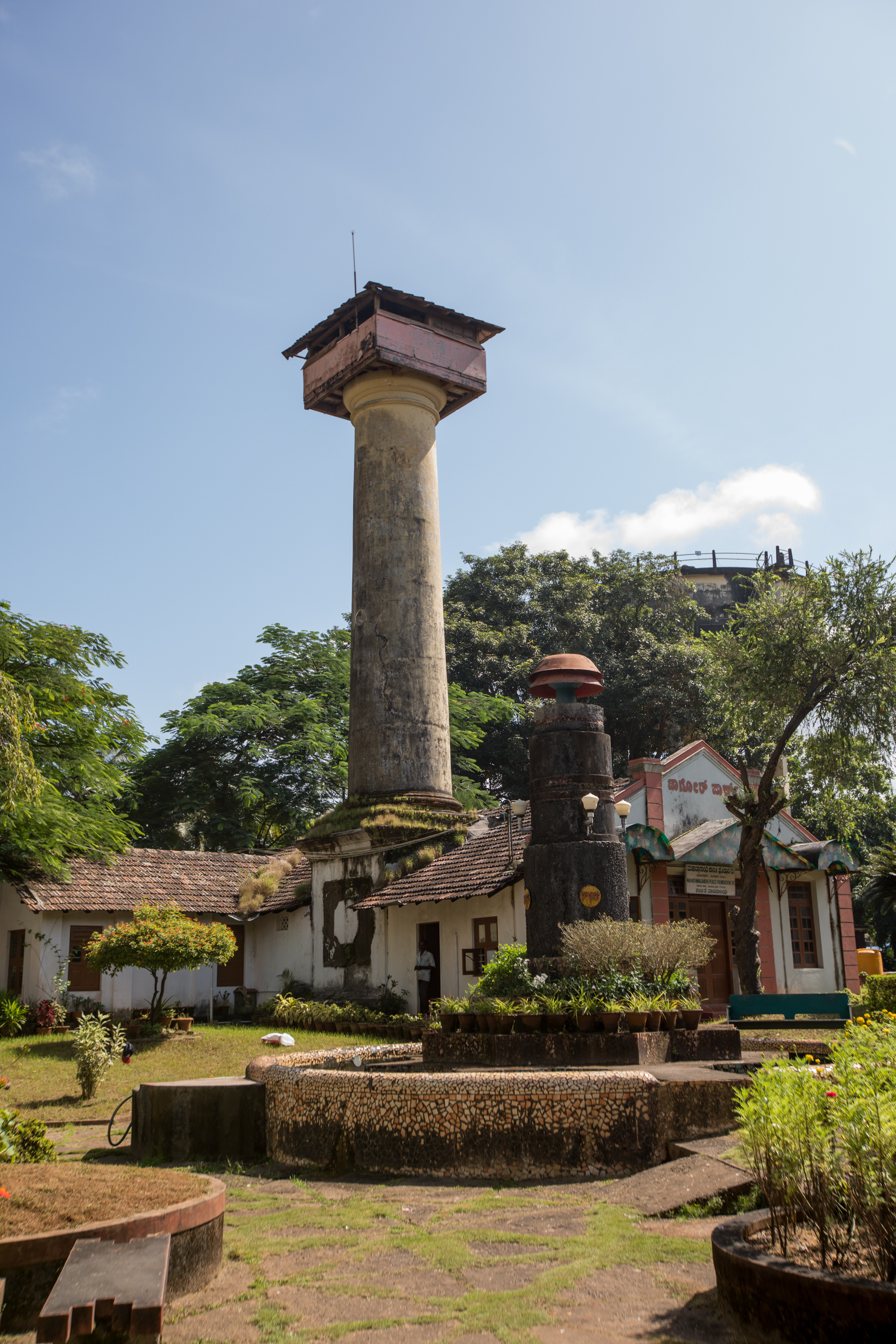
La torre en Light House Hill, Hampankatta, sirvió como un puesto de observación para los británicos

En 1498, la influencia europea en Mangalore comenzó cuando el explorador portugués Vasco da Gama desembarcó en las cercanas islas de Santa María. Los portugueses adquirieron muchos intereses comerciales en Canara en el siglo XVI. Krishnadevaraya (1509-1529), el gobernante del imperio Vijaynagara mantuvo una relación amistosa con los portugueses, cuyo comercio creció lentamente y se esforzaron por destruir el comercio árabe costero y Moplah. En 1524, Vasco da Gama ordenó el bloqueo de los ríos después de escuchar que los mercaderes musulmanes de Calicut tenían agentes en Mangalore y Basrur. En 1526, los portugueses bajo el virreinato de Lopo Vaz de Sampaio tomaron posesión de Mangalore. El comercio costero pasó a manos por las portuguesas. En 1550, el gobernante de Vijayanagara Sadasiva Raya confió a Sadashiv Nayaka de Keladi la administración de la región costera de Canara. Para 1554, estableció la autoridad política sobre el sur de Canara.
Después de la desintegración del Imperio Vijaynagara en 1565, los gobernantes de Keladi alcanzaron un mayor poder al tratar con la región costera de Canara. Continuaron con el sistema administrativo de Vijayanagara y las provincias de Mangalore y Barkur continuaron existiendo. El gobernador de Mangalore también actuó como gobernador del ejército de Keladi en su provincia. El viajero italiano Pietro Della Valle visitó aquí en 1623-1624. En 1695, los árabes quemaron la ciudad en represalia por las restricciones portuguesas al comercio árabe.
En 1763, Hyder Ali, el gobernante de facto del Reino de Mysore, conquistó Mangalore, que estuvo bajo su administración hasta 1767. Mangalore fue gobernada por la Compañía Británica de las Indias Orientales de 1767 a 1783, pero Hyder El hijo de Ali, Tipu Sultan, posteriormente lo tomó de su control en 1783 y lo renombró "Jalalabad". La segunda guerra anglo-mysore terminó con la firma del Tratado de Mangalore por Tipu Sultan y la Compañía Británica de las Indias Orientales el 11 de marzo de 1784. Después de la derrota de Tipu en la Cuarta guerra anglo-mysore, la ciudad permaneció bajo control británico, con sede en el distrito de South Canara bajo la Presidencia de Madrás.
Francis Buchanan, un médico escocés que visitó Mangalore en 1801, dijo que la ciudad era un puerto próspero con abundante comercio. El principal producto de exportación era el arroz; fue a Mascate, Bombay, Goa y Malabar. Supari (nuez de betel) se exportó a Bombay, Surat y Kutch. El sándalo y la pimienta negra se exportaron a Bombay.
El capital local se invirtió principalmente en préstamos de tierras y dinero, lo que condujo al desarrollo regional de la banca porque el gobierno colonial británico no apoyó la industrialización allí. Después de que los misioneros europeos llegaron a principios del siglo XIX, se desarrollaron en la región instituciones educativas e industrias modernas inspiradas en las europeas. La apertura de la Misión Luterana Suiza Basilea en 1834 fue un paso importante hacia la industrialización. Los misioneros establecieron prensas de impresión, fábricas textiles y fábricas que fabricaban azulejos de Mangalore. Cuando Canara (parte de la Presidencia de Madras hasta este momento) se dividió en Canara del Norte y Canara del Sur en 1859, Mangalore se convirtió en la sede de Canara del Sur, que permaneció bajo la Presidencia de Madras mientras que en 1862, Canara del Norte fue transferida a la Presidencia de Bombay.

### Historia moderna tardía y contemporánea
El 23 de mayo de 1866, la Ley de Mejoramiento de la Ciudad de Madras (1865) ordenó a un consejo municipal de Mangalore responsable de los servicios cívicos y la planificación urbana. Los jesuitas italianos que llegaron a la ciudad en 1878 desempeñaron un papel importante. en educación, economía, salud y bienestar social de la ciudad. Mangalore se vinculó con el Ferrocarril del Sur en 1907 y la posterior proliferación de vehículos de motor en la India aumentó aún más el comercio y la comunicación entre la ciudad y el resto del país. Mangalore era una fuente importante de trabajadores educados en Bombay, Bangalore y el Oriente Medio a principios del siglo XX.
La Ley de Reorganización del Estado (1956) llevó a Mangalore a incorporarse al recién creado Estado de Mysore, que más tarde pasó a llamarse Karnataka. Mangalore es la cuarta ciudad más grande de Karnataka en términos de población y el séptima puerto más grande de la India, que le da acceso al estado a la costa del mar Arábigo. Entre 1970 y 1980, Mangalore experimentó un crecimiento significativo con la apertura del nuevo puerto de Mangalore en 1974 y la puesta en marcha de Mangalore Chemicals & Fertilizers Limited en 1976. A finales del siglo XX y principios del XXI, Mangalore se desarrolló como un centro comercial y petroquímico.

## Geografía
Se encuentra a una altitud de 53 m s. n. m. a 354 km de la capital estatal, Bangalore, en la zona horaria UTC +5:30.

## Demografía
Según estimación 2011 contaba con una población de 439 842 habitantes.Una década después, en 2021, la población alcanzaba los 724 159 habitantes.
Según el censo indio de 2011, la tasa de alfabetización masculina era del 96,49 % y la tasa de alfabetización femenina era del 91,63 %. Aproximadamente el 8,5 por ciento de la población tenía menos de seis años. La tasa de mortalidad y la tasa de mortalidad infantil fueron del 3,7 % y del 1,2 % respectivamente. Aproximadamente 7 726 personas vivían en barrios marginales en la ciudad de Mangalore, lo que representaba el 1,55 % de la población total. El índice de desarrollo humano (IDH) de la ciudad de Mangalore fue de 0,83 en 2015.

### Religiones
El hinduismo es la religión más importante de Mangalore, con un 68.99 % de seguidores en 2011.
Mangalore tiene uno de los porcentajes más altos de musulmanes entre las ciudades de Karnataka. En efecto, los musulmanes constituían el 17.4 % de la población en 2011. La mayoría de ellos pertenecen a la comunidad beary, hablan el idioma beary y siguen la escuela Shafi'i de jurisprudencia islámica. Mangalore también tiene un pequeño grupo de musulmanes dakhini de habla urdu. La mezquita Zeenath Baksh en Mangalore es una de las mezquitas más antiguas del subcontinente indio.
Los cristianos forman una sección considerable de la sociedad mangaloreana (el 13.15 % en 2011). Los católicos mangaloreanos comprenden la mayor comunidad cristiana de la ciudad. Los protestantes de Mangalore suelen hablar tulu y kannada. Los angloindios también formaban parte de la comunidad cristiana mangaloreana.
En Mangalore hay un gurdwara sij y un centro de oración baháʼí fundado en 1972.

### Idiomas
Mangalore es una ciudad multilingüe donde se hablan varios idiomas regionales importantes como el tulu, el konkani, el kannada y el beary. La ciudad es conocida como Kudla en tulu, Kodial en konkani, Maikāla en beary, Mangalapuram en malayalam y Mangaluru en kannada. Entre la mayoría de los residentes de la ciudad, Kudla es el nombre más comúnmente utilizado para referirse a ella. También hay comunidades más pequeñas de jainistas tuluva, gujaratis, tamiles, y maratíes.
El tulu es un idioma predominante en Mangalore y el kannada es el idioma administrativo de Mangalore, pero la ciudad es multicultural. Según el censo de 2011, el 39,24 % de la población habla tulu como primera lengua; el 16,42 %, konkani; el 15,11 %, kannada; el 13,13 %, beary; el 6,39 %, malabar; el 2,52 %, urdu; el 2,10 %, hindi; el 1,91 %, tamil; el telugu, el 0.96 %. El 2,23% habla otros idiomas. A diferencia de otras ciudades de Karnataka, donde el kannada es la lengua principal, el kannada es la tercera lengua más hablada, el tulu es la lengua predominante en Mangalore y el konkani es la segunda lengua más hablada en Mangalore. 